# República de Zaqistán
Zaqistan, oficialmente la República de Zaqistan, es una micronación en el Condado de Box Elder, Utah, creada en el año 2005 por el autoproclamado presidente Zaq Landsberg. Landsberg paga impuestos sobre la propiedad del terreno, que no tiene residentes ni edificios, aunque ha instalado monumentos y una puerta fronteriza. Vende pasaportes en su sitio web.
Zaq Landsberg, es un escultor que vive en Brooklyn, compró la propiedad en julio de 2005 por 610 dólares. Se ha descrito de diversas maneras como de 2-acres o 4-acres. La ciudad más cercana es Montello, Nevada, a unas 60 millas de distancia.